# Jérôme Moïso
Jérôme Moïso (Parigi, 15 giugno 1978) è un ex cestista francese, professionista nella NBA e in Europa.

## Carriera
Scelto al primo giro, col numero undici nel draft NBA del 2000 dai Boston Celtics, dopo aver disputato due anni ad UCLA, nella NCAA, con ottimi risultati.
Negli anni successivi, sempre con franchigie NBA, veste le canotte dei Celtics, Hornets, Raptors, Cavaliers e Nets fino alla stagione 2004-05.
Nell'estate 2006 è chiamato con un contratto a termine dalla Lottomatica Roma, con cui disputa anche alcune gare di Eurolega, ma non venendo, a scadenza contrattuale, confermato. Nel dicembre 2006 firma per la Fortitudo Bologna un contratto che lo lega fino al termine della stagione.
Dal 1997 al 2003 ha fatto parte della nazionale francese di pallacanestro.
Il 17 gennaio 2014 si ritira dal professionismo.

## Statistiche

### College
| Anno      | Squadra     | PG | PT | MP   | TC%  | 3P%  | TL%  | RP  | AP  | PRP | SP  | PP   |
| --------- | ----------- | -- | -- | ---- | ---- | ---- | ---- | --- | --- | --- | --- | ---- |
| 1998-1999 | UCLA Bruins | 29 | 21 | 23,8 | 48,7 | 25,0 | 61,5 | 5,8 | 0,9 | 0,8 | 0,9 | 10,8 |
| 1999-2000 | UCLA Bruins | 33 | 30 | 29,5 | 50,1 | 16,7 | 61,3 | 7,6 | 1,2 | 1,1 | 1,7 | 13,0 |
| Carriera  | Carriera    | 62 | 51 | 26,8 | 49,5 | 22,7 | 61,4 | 6,8 | 1,1 | 1,0 | 1,3 | 12,0 |

### NBA

#### Regular Season
| Anno      | Squadra             | PG  | PT | MP   | TC%  | 3P% | TL%  | RP  | AP  | PRP | SP  | PP  |
| --------- | ------------------- | --- | -- | ---- | ---- | --- | ---- | --- | --- | --- | --- | --- |
| 2000-2001 | Boston Celtics      | 24  | 0  | 5,6  | 40,0 | 0,0 | 42,3 | 1,8 | 0,1 | 0,1 | 0,2 | 1,5 |
| 2001-2002 | Charlotte Hornets   | 15  | 0  | 5,0  | 40,0 | 0,0 | 0,0  | 1,7 | 0,3 | 0,2 | 0,1 | 1,1 |
| 2002-2003 | N.O. Hornets        | 51  | 1  | 12,6 | 52,0 | 0,0 | 65,9 | 3,5 | 0,4 | 0,4 | 0,9 | 4,0 |
| 2003-2004 | Toronto Raptors     | 35  | 1  | 11,9 | 47,6 | 0,0 | 57,9 | 3,2 | 0,2 | 0,5 | 0,3 | 2,9 |
| 2004-2005 | Cleveland Cavaliers | 4   | 0  | 6,8  | 60,0 | 0,0 | 0,0  | 1,8 | 0,3 | 0,3 | 0,5 | 1,5 |
| 2004-2005 | N.J. Nets           | 8   | 0  | 3,0  | 75,0 | 0,0 | 50,0 | 0,9 | 0,0 | 0,0 | 0,1 | 1,0 |
| 2004-2005 | Toronto Raptors     | 8   | 1  | 8,6  | 33,3 | 0,0 | 88,9 | 2,9 | 0,0 | 0,3 | 0,4 | 1,8 |
| Carriera  | Carriera            | 145 | 3  | 9,6  | 48,9 | 0,0 | 59,3 | 2,7 | 0,3 | 0,3 | 0,5 | 2,7 |

#### Play-off
| Anno     | Squadra      | PG | PT | MP   | TC%  | 3P% | TL%  | RP  | AP  | PRP | SP  | PP  |
| -------- | ------------ | -- | -- | ---- | ---- | --- | ---- | --- | --- | --- | --- | --- |
| 2003     | N.O. Hornets | 4  | 0  | 15,0 | 25,0 | 0,0 | 50,0 | 4,0 | 1,3 | 0,0 | 1,8 | 5,8 |
| Carriera | Carriera     | 4  | 0  | 15,0 | 25,0 | 0,0 | 50,0 | 4,0 | 1,3 | 0,0 | 1,8 | 5,8 |

#### Massimi in carriera
- Massimo di punti: 13 vs Sacramento Kings (5 febbraio 2003)[1]
- Massimo di rimbalzi: 12 vs Orlando Magic (4 febbraio 2004)
- Massimo di assist: 3 (2 volte)
- Massimo di palle rubate: 3 vs Washington Wizards (25 febbraio 2004)
- Massimo di stoppate: 3 vs Toronto Raptors (29 gennaio 2003)

## Palmarès
- Campionato spagnolo: 1

Real Madrid: 2006-07
- Copa del Rey: 1

Joventut Badalona: 2008
- Liga catalana: 2

Joventut Badalona: 2007, 2008
- ULEB Cup: 1

Joventut Badalona: 2007-08